# 墨爾本 (愛荷華州)
墨爾本（英語：Melbourne）是一個位於美國愛荷華州馬歇爾縣的城市。

## 地理
墨爾本的座標為41°56′30″N 93°06′09″W / 41.94167°N 93.10250°W，而該地的平均海拔高度為318米（即1043英尺）。

## 人口
根據2010年美國人口普查的數據，墨爾本的面積為1.48平方千米，當中陸地面積為1.48平方千米，而水域面積為0.00平方千米。當地共有人口830人，而人口密度為每平方千米560人。